# Мулепати, Мони
Мони Мулепати (непальск. मोनि मुलेपति) — непальская альпинистка, неварка по национальности. 30 мая 2005 года вышла замуж за шерпа по имени Пемба Дордже, своего партнёра по восхождению, причём обручение состоялось на вершине Джомолунгмы. Это была первая в истории свадьба на высочайшей вершине мира. Мулепати также стала первой гражданкой Непала, не шерпкой по национальности, взошедшей на Джомолунгму.

## Биография
Мони Мулепати родилась в 1980 или 1981 году в городе Катманду. Со своим будущим мужем — Пембой Дордже — познакомилась на курсах альпинистской подготовки в Лангтанге.
В 2005 году Мони Мулепати и Пемба Дордже стали участниками экспедиции на Джомолунгму, организованной «Ротари Интернешнл» к столетнему юбилею этой организации («Rotary Centennial Everest Expedition»). Свой план проведения свадебного обряда на вершине Джомолунгмы они до последнего скрывали даже от своих семей и от других участников той же экспедиции. 30 мая они дошли до вершины, на десять минут сняли кислородные маски и надели венки из искусственных цветов, после чего обменялись кольцами, а жених нанёс на лоб невесты красный порошок (такой свадебный обычай есть в Непале). В их браке необычным было не только место проведения свадьбы. Мони — неварка и индуистка, принадлежащая к наследственной касте, а Пемба — шерп и буддист. В Непале многие браки продолжают заключаться по воле родителей, а межкастовые, межрелигиозные и межнациональные браки остаются редкостью. Мони даже пришлось обманывать своих родных, сказать им, что если они её отпустят в экспедицию на Джомолунгму, то она согласится выйти замуж за того, кого ей подберут. Тем не менее, свою первую брачную ночь молодые провели в доме невесты в Катманду.
Затем Мони Мулепати и Пемба Дордже эмигрировали в США, и в настоящее время проживают в городе Энн-Арбор (штат Мичиган, США), и совместно владеют двумя коммерческими предприятиями, расположенными там же: магазином подарков «The Himalayan Bazaar» и туристическим агентством «Of Global Interest Adventure Travel». Растят двух дочерей: Пелзом ('Pelzom') и Мезел ('Mezel').

## Заметки
1. ↑  30 мая 2005 г. ей было 24 года